# Tour de télévision de Nagoya
La tour de télévision de Nagoya (名古屋テレビ塔, Nagoya terebi tō) est une tour hertzienne située à Nagoya au Japon. Cette tour de TV, la plus ancienne du Japon, a été construite en 1954. La tour, haute de 180 mètres, comporte trois plateformes principale dont 2 d'observation, l'une d'elle est située à 30 mètres de haut, c'est le restaurant ; la seconde et la 3ème sont positionnées à 90 et 100 mètres de hauteur. Dans le film Godzilla vs Mothra de 1992, Battra attaque Nagoya et détruit la tour après avoir été frappé par un missile. Cette tour ressemble beaucoup à la Tour Eiffel.

## Source
- (en) Cet article est partiellement ou en totalité issu de l’article de Wikipédia en anglais intitulé « Nagoya TV Tower » (voir la liste des auteurs).